# Yui Asaka
Yui Asaka (jap. 浅香 唯, Asaka Yui; * 4. Dezember 1969 in Miyazaki, Präfektur Miyazaki) ist eine japanische Sängerin und Schauspielerin.

## Leben
Yui Asaka hatte ihr musikalisches Debüt am 21. Juni 1985 mit der Single Natsu Shōjo (Sommermädchen). Viele weitere J-Pop-Hits folgten, durch die sie rasch zum japanischen Idol wurde. Zahlreiche Auftritte in populären japanischen Musikshows wie The Best Ten folgten.
Den Höhepunkt ihrer Popularität erreichte sie durch die Übernahme der Titelrolle in der dritten Staffel der Fernsehserie Sukeban Deka. Sie wurde damit die Nachfolgerin der Idole Yuki Saitō und Yōko Minamino, die die Hauptrolle in der ersten bzw. zweiten Staffel verkörperten. Zwei Sukeban Deka-Kinofilme folgten 1987 und 1988.
1988 spielte sie die Hauptrolle in dem Kinofilm Yawara!, einer Realverfilmung des gleichnamigen Manga von Naoki Urasawa.
2002 heiratete sie den langjährigen Trommler ihrer Band.

## Filmografie (Auswahl)
- 1986: Sukeban Deka (Fernsehserie, Dritte Staffel)
- 1987: Sukeban Deka – Der Film
- 1988: Sukeban Deka – Die Kazama-Schwestern schlagen zurück
- 1988: Yawara!
- 1991: AD Boogie (Fernsehserie)

## Diskografie

### Studioalben
| Jahr | Titel                              | Höchstplatzierung, Gesamtwochen, AuszeichnungChartsChartplatzierungen (Jahr, Titel, Platzierungen, Wochen, Auszeichnungen, Anmerkungen) | Anmerkungen                              |
| Jahr | Titel                              | JP | Anmerkungen                              |
| ---- | ---------------------------------- | --- | ---------------------------------------- |
| 1986 | Crystal Eyes                       | — | Erstveröffentlichung: 21. Februar 1986   |
| 1987 | Star Lights                        | — | Erstveröffentlichung: 28. Februar 1987   |
| 1987 | Rainbow                            | — | Erstveröffentlichung: 23. September 1987 |
| 1988 | Candid Girl                        | JP3 (13 Wo.)JP | Erstveröffentlichung: 1. Juni 1988       |
| 1988 | Herstory                           | JP3 (11 Wo.)JP | Erstveröffentlichung: 1. Dezember 1988   |
| 1989 | Melody Fair                        | JP2 Gold · (10 Wo.)JP | Erstveröffentlichung: 1. März 1989       |
| 1989 | Pride                              | JP7 (7 Wo.)JP | Erstveröffentlichung: 21. November 1989  |
| 1990 | Nude Songs                         | JP4 (7 Wo.)JP | Erstveröffentlichung: 28. Februar 1990   |
| 1990 | Open your Eyes – Nude Songs Vol. 2 | JP10 (4 Wo.)JP | Erstveröffentlichung: 4. Juli 1990       |
| 1990 | No Lookin’ Back                    | JP19 (3 Wo.)JP | Erstveröffentlichung: 5. Dezember 1990   |
| 1991 | Miyako no Garasu                   | JP23 (3 Wo.)JP | Erstveröffentlichung: 21. August 1991    |
| 1992 | Stay                               | JP28 (3 Wo.)JP | Erstveröffentlichung: 26. Februar 1992   |
| 1992 | Joker                              | JP47 (2 Wo.)JP | Erstveröffentlichung: 21. August 1992    |
| 1993 | Contrast                           | — | Erstveröffentlichung: 24. Februar 1993   |

grau schraffiert: keine Chartdaten aus diesem Jahr verfügbar

### Kompilationen
| Jahr | Titel                                               | Höchstplatzierung, Gesamtwochen, AuszeichnungChartsChartplatzierungen (Jahr, Titel, Platzierungen, Wochen, Auszeichnungen, Anmerkungen) | Anmerkungen                             |
| Jahr | Titel                                               | JP | Anmerkungen                             |
| ---- | --------------------------------------------------- | --- | --------------------------------------- |
| 1987 | Present                                             | JP4 (14 Wo.)JP | Erstveröffentlichung: 1. Dezember 1987  |
| 1989 | Yawara! Original Soundtrack                         | — | Erstveröffentlichung: 18. Mai 1989      |
| 1991 | Thanks a Lot                                        | JP18 (4 Wo.)JP | Erstveröffentlichung: 27. Februar 1991  |
| 1992 | Single Collection                                   | — | Erstveröffentlichung: 25. November 1992 |
| 1993 | Anniversary2824                                     | — | Erstveröffentlichung: 1. Mai 1993       |
| 1993 | Asaka Yui Daizenshou (浅香唯大全集)                 | — | Erstveröffentlichung: 21. Juli 1993     |
| 2005 | Kyoukyoku no Best! Asaka Yui (究極のベスト! 浅香唯) | — | Erstveröffentlichung: 22. Juni 2005     |
| 2010 | Crystals – 25th Anniversary Best                    | JP236 (2 Wo.)JP | Erstveröffentlichung: 9. Juni 2010      |
| 2010 | Kami Jacket CD Box                                  | — | Erstveröffentlichung: 7. Juli 2010      |
| 2015 | Yui Asaka 30th Anniversary Complete Box             | JP135 (1 Wo.)JP | Erstveröffentlichung: 17. Juni 2015     |

grau schraffiert: keine Chartdaten aus diesem Jahr verfügbar

### Singles
| Jahr | Titel Album                                                          | Höchstplatzierung, Gesamtwochen, AuszeichnungChartsChartplatzierungen (Jahr, Titel, Album, Platzierungen, Wochen, Auszeichnungen, Anmerkungen) | Anmerkungen                                                              |
| Jahr | Titel Album                                                          | JP | Anmerkungen                                                              |
| ---- | -------------------------------------------------------------------- | --- | ------------------------------------------------------------------------ |
| 1985 | 夏少女 Natsu Shoujo –                                                | — | Erstveröffentlichung: 21. Juni 1985                                      |
| 1985 | ふたりのMoon River Futari no Moon River –                            | — | Erstveröffentlichung: 25. September 1985                                 |
| 1986 | ヤッパシ…H! Yappashi...H! –                                          | — | Erstveröffentlichung: 21. Januar 1986                                    |
| 1986 | 10月のクリスマス (10gatsu no Christmas) –                            | — | Erstveröffentlichung: 21. September 1986                                 |
| 1987 | Star –                                                               | — | Erstveröffentlichung: 21. Januar 1987                                    |
| 1987 | 瞳にStorm Hitomi ni Storm –                                          | — | Erstveröffentlichung: 27. Mai 1987                                       |
| 1987 | 虹のDreamer Niji no Dreamer –                                        | JP1 (7 Wo.)JP | Erstveröffentlichung: 9. September 1987                                  |
| 1987 | Remember –                                                           | — | Erstveröffentlichung: 14. Oktober 1987 mit Onishi Yuka and Nakamura Yuma |
| 1988 | Believe again –                                                      | — | Erstveröffentlichung: 27. Januar 1988                                    |
| 1988 | C-Girl –                                                             | JP1 (14 Wo.)JP | Erstveröffentlichung: 20. April 1988                                     |
| 1988 | セシル Cecile –                                                      | JP1 (12 Wo.)JP | Erstveröffentlichung: 18. August 1988                                    |
| 1988 | Melody –                                                             | — | Erstveröffentlichung: 2. November 1988                                   |
| 1989 | True Love –                                                          | — | Erstveröffentlichung: 25. Januar 1989                                    |
| 1989 | Neverland～Yawara! (メインテーマ～) Neverland ~ Yawara! Main Theme – | — | Erstveröffentlichung: 22. März 1989                                      |
| 1989 | 恋のロックンロール・サーカス Koi no Rock n’ Roll Circus –            | — | Erstveröffentlichung: 5. Juli 1989                                       |
| 1989 | Dream Power –                                                        | JP3 (8 Wo.)JP | Erstveröffentlichung: 27. September 1989                                 |
| 1990 | Chance! –                                                            | JP7 (6 Wo.)JP | Erstveröffentlichung: 7. Februar 1990                                    |
| 1990 | ボーイフレンドをつくろう Boyfriend wo Tsukurou –                     | JP10 (5 Wo.)JP | Erstveröffentlichung: 6. Juni 1990                                       |
| 1990 | Self Control –                                                       | JP13 (3 Wo.)JP | Erstveröffentlichung: 31. Oktober 1990                                   |
| 1991 | 恋のUpside-Down Koi no Upside-Down –                                 | JP32 (3 Wo.)JP | Erstveröffentlichung: 6. Juni 1991                                       |
| 1992 | 愛しい人と眠りたい Itoshii Hito to Nemuritai –                       | JP42 (2 Wo.)JP | Erstveröffentlichung: 29. Januar 1992                                    |
| 1993 | ひとり Hitori –                                                      | — | Erstveröffentlichung: 24. Februar 1993                                   |
| 1997 | Ring Ring Ring –                                                     | — | Erstveröffentlichung: 26. September 1997                                 |
| 1998 | 不器用な天使 Bukiyou na Tenshi –                                     | — | Erstveröffentlichung: 26. August 1998                                    |
| 2000 | 白の扉 Shiro no Tobira –                                             | — | Erstveröffentlichung: 26. Dezember 2000                                  |
| 2005 | 笑顔の私 Egao no Watashi –                                           | JP196 (1 Wo.)JP | Erstveröffentlichung: 16. Dezember 2005                                  |

## Bücher (Auswahl)
- 1986: YUI – Dream (Tatsumi)
- 1987: Sukeban Deka 3 (Bandai)
- 1987: Present
- 1988: C-GIRL (Wani Books)
- 1989: AMANECER (Shogakukan)
- 1994: FAKE LOVE